# 바버라 캐슬

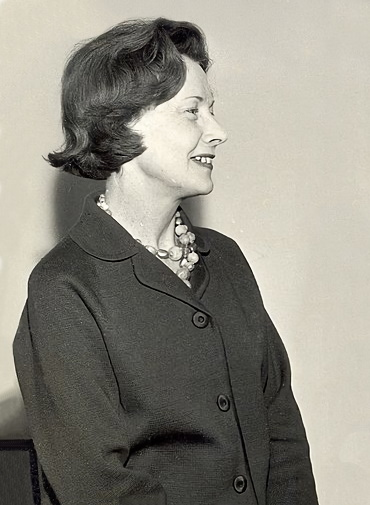
캐슬오브블랙번 여남작

캐슬오브블랙번 여남작 바버라 앤 캐슬(Barbara Anne Castle, Baroness Castle of Blackburn, PC)은 영국의 정치인이다. 노동당 소속 국회의원이었다. 해럴드 윌슨 총리시절 윌슨 내각에서 여러 직책을 맡았다.